# Karwin (gromada w powiecie białogardzkim)
Karwin – dawna gromada, czyli najmniejsza jednostka podziału terytorialnego Polskiej Rzeczypospolitej Ludowej w latach 1954–1972.
Gromady, z gromadzkimi radami narodowymi (GRN) jako organami władzy najniższego stopnia na wsi, funkcjonowały od reformy reorganizującej administrację wiejską przeprowadzonej jesienią 1954 do momentu ich zniesienia z dniem 1 stycznia 1973, tym samym wypierając organizację gminną w latach 1954–1972.
Gromadę Karwin z siedzibą GRN w Karwinie utworzono – jako jedną z 8759 gromad na obszarze Polski – w powiecie kołobrzeskim w woj. koszalińskim na mocy uchwały nr 43/54 WRN w Koszalinie z dnia 5 października 1954. W skład jednostki weszły obszary dotychczasowych gromad Karwin, Zwartowo, Garnki, Domacyno, Malonowo i Gościnko ze zniesionej gminy Robuń w tymże powiecie. Dla gromady ustalono 11 członków gromadzkiej rady narodowej.
1 stycznia 1958 gromadę włączono do powiatu białogardzkiego w tymże województwie.
Gromadę zniesiono 31 grudnia 1961, a jej obszar włączono do gromady Karlino w tymże powiecie.